# Под предварительным следствием
«Под предварительным следствием» (фр. Garde à vue; также известен под названием «Инквизитор») — французский кинофильм 1981 года, режиссёра Клода Миллера. Экранизация романа «Промывка мозгов» (англ. Brainwash), британского писателя Джона Уэйнрайта.

## Сюжет
Инспектор полиции Антуан Гальен расследует убийство двух детей. Он вызывает нотариуса Жерома Мартино в качестве свидетеля по этому делу. Но на допросе выясняется, что Мартино подозревают в убийстве и против него лжесвидетельствует собственная жена…

## В ролях
- Лино Вентура — инспектор Антуан Гальен
- Мишель Серро — нотариус Жером Мартино
- Роми Шнайдер — Шанталь Мартино
- Ги Маршан — инспектор Марсель Бельмон
- Эльза Лунгини — Камилла

## Награды и номинации
Премия «Сезар»-1982
- Лучший фильм — реж. Клод Миллер (Номинация)
- Лучший режиссёр — Клод Миллер (Номинация)
- Лучший сценарий, диалоги и адаптация — Мишель Одиар, Жан Эрман и Клод Миллер (Награда)
- Лучший актёр — Мишель Серро (Награда)
- Лучший актёр роль второго плана — Ги Маршан (Награда)
- Лучший монтаж — Альбер Юргенсон (Награда)
- Лучшая работа оператора — Брюно Нюиттен (Номинация)
- Лучший звук — Поль Лайне (Номинация)

Премия синдиката кинокритиков-1982
- Лучший фильм — Клод Миллер (Награда, совместно с фильмом «Безупречная репутация», Бертрана Тавернье)

Монреальский кинофестиваль-1981
- Приз жюри за лучший сценарий — Клод Миллер, Жан Эрман (Награда)